# Aaretal

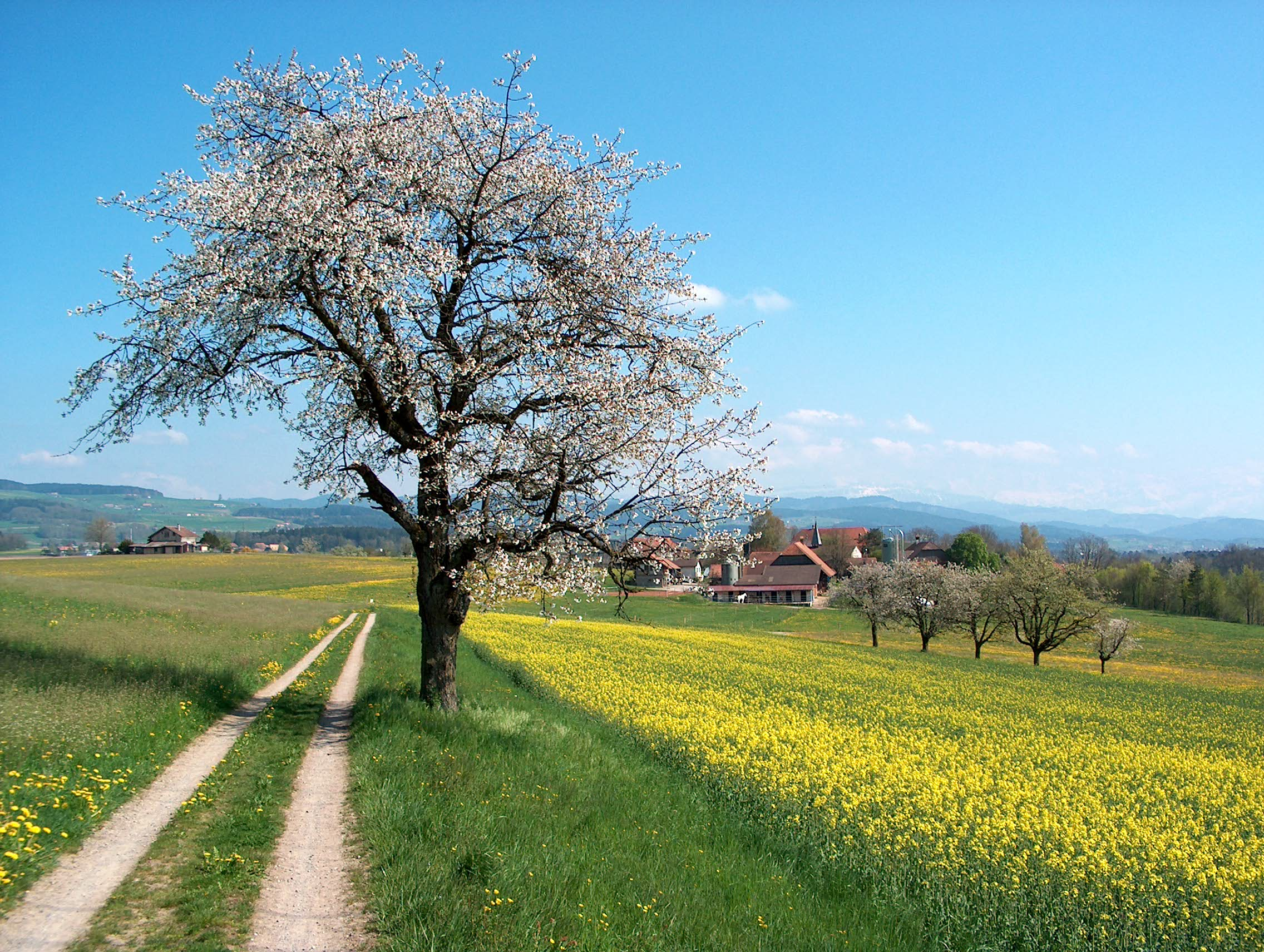
Frühlingslandschaft in der Schweiz (Aaretal, zwischen Thun und Bern)

Mit Aaretal wird allgemein das durch die Aare gebildete Tal bezeichnet, also generell jede Talbildung durch den Fluss zwischen dem Quellgebiet der Aare an der Grimsel und der Mündung des Flusses bei Koblenz.
Zwei Regionen werden häufiger als Aaretal im engeren Sinne bezeichnet: Das Tal der Aare zwischen Bern und Thun sowie das Tal der Aare im Kanton Aargau.

## Haslital
Der obere Teil des Aaretals inklusive seiner Seitentäler etwa zwischen dem Grimselpass und Meiringen wird Haslital genannt.
Die Ebene von Meiringen bis zum Brienzersee versumpfte ab 1450 aufgrund einer Schwelle, welche die Mönche des Klosters Interlaken zwischen Brienzersee und Thunersee errichtet hatten. Vermehrtes Geröll verursacht durch Abholzung versperrte der durch den höheren Brienzersee verlangsamten Aare zusätzlich den Weg. Das zuvor landwirtschaftlich genutzte Land versumpfte. Sogar die zwei Talorte Balm und Bürglen mussten aufgegeben werden. Hier schaffte die Aarekorrektion von 1866–1880 Abhilfe. Das dafür erlassene Gesetz von 1854 hatte schon die Tieferlegung des Brienzersees angeordnet.

## Zwischen Thun und Bern
Die Aare fliesst nach dem Abfluss aus dem Thunersee durch relativ flaches Gelände innerhalb der sonst recht hügeligen Voralpenregion. Diese Ebene entstand nach der letzten Eiszeit, als sich nach dem Rückzug der Gletscher zunächst ein grosser See bildete, der durch das Geschiebe der Flüsse allmählich aufgefüllt wurde und wovon heute noch der Thuner- und der Brienzersee vorhanden sind.
Östlich des Aaretals liegen die Hügel des Emmentals, und westlich der Belpberg, welcher das Aaretal vom Gürbetal trennt.
Durch das Aaretal führt die Autobahn A6 und die Intercitystrecke Bern-Thun, welche sowohl nach Interlaken als auch über den Lötschberg ins Wallis und nach Italien führt. Im Aaretal liegt auch das Belpmoos mit dem kleinen Flughafen Bern-Belp. Die grösste Ortschaft zwischen Bern und Thun ist Münsingen.
Als «Aarelandschaft zwischen Thun und Bern» wird ein Landschaftsschutzgebiet im Bundesinventar der Landschaften und Naturdenkmäler von nationaler Bedeutung bezeichnet.

## Unteres Aaretal

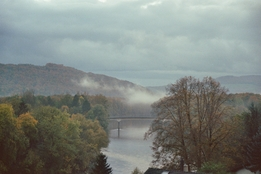
Die Aare im unteren Aaretal mit Blick auf die Habsburg

Das Gebiet entlang der Aare im Kanton Aargau wird als Unteres Aaretal bezeichnet.